# L'invasione degli Stati Uniti
L'invasione degli Stati Uniti (The Battle Cry of Peace) è un film muto del 1915 diretto da J. Stuart Blackton e Wilfrid North. La sceneggiatura, firmata da Blackton, si basa sul libro Defenseless America di Hudson Maxim pubblicato nel 1915 a New York.

## Trama
Un dramma di propaganda antitedesca sulla prima guerra mondiale.

## Produzione
Il film fu uno dei più ambiziosi della Vitagraph: prodotto con larghezza di mezzi, doveva essere la risposta al kolossal Civilization e alle tesi pacifiste propugnate nel film prodotto da Thomas H. Ince.

## Distribuzione
Il film venne distribuito dalla V-L-S-E  Incorporated [A Blue Ribbon Feature], uscendo in prima a New York il 6 agosto 1915 al Vitagraph Theatre (già Criterion Theatre).  Il film è conosciuto anche con il titolo A Call to Arms Against War o The Battle Cry of War. Il copyright, richiesto dalla The Vitagraph Co. of America, fu registrato il 10 novembre 1915 con il numero LP6935.
Nel Regno Unito, il film venne distribuito come An American Home. Nel 1917, ne fu fatto un sequel con Womanhood, the Glory of the Nation che fu diretto da William P.S. Earle insieme a James Stuart Blackton. 
In Italia venne inizialmente censurato nell'agosto del 1916, ma riuscì ad ottenere il nulla osta per la distribuzione nel febbraio del 1917; venne distribuito dal Monopolio Lombardo.
Il film incontrò un largo successo di pubblico, ma scatenò anche furibonde polemiche, accusato di essere guerrafondaio. Henry Ford, deciso pacifista, giunse ad accusare Blackton di essere al soldo dei fabbricanti d'armi che gli avevano finanziato il film. Il produttore lo citò in giudizio per diffamazione, vincendo la causa tanto che Ford dovette pagargli un milione di dollari di risarcimento.
Nel 1917, all'entrata in guerra degli Stati Uniti, la pellicola venne rieditata in una versione modificata a cui fu dato il titolo The Battle Cry of War.
Attualmente, la pellicola viene considerata perduta. Alcuni frammenti del film con scene di battaglia sono conservati negli archivi dell'International Museum of Photography and Film at George Eastman House.

### Date di uscita
IMDb
- USA	6 agosto 1915	 (New York City, New York)
- USA	14 settembre 1915	(New York, Vitagraph Theatre)

Alias
- A Call to Arms Against War	(undefined)
- An American Home	UK
- The Battle Cry of War	USA (titolo riedizione)